# باول مارشال
باول مارشال (6 نوفمبر 1949 في المملكة المتحدة - ) (بالإنجليزية: Paul Marshall)‏ هو لاعب كريكت بريطاني. لعب مع نادي مقاطعة ستافوردشاير للكريكت ‏.

## وصلات خارجية
- باول مارشال على موقع إي آس بي آن كريك إنفو (الإنجليزية)